# Дику, Петре
Петре Дику (рум. Petre Dicu, род. 27 мая 1954, Gostavățu, Олт) — румынский борец греко-римского стиля, призёр Олимпийских игр.

## Биография
Родился в 1954 году в коммуне Гоставэцу жудеца Олт. В 1976 году принял участие в Олимпийских играх в Монреале, но не завоевал там наград. В 1977 году стал серебряным призёром чемпионата мира. В 1978 году завоевал бронзовую медаль чемпионата Европы, в 1979 году повторил этот результат. В 1980 году стал бронзовым призёром Олимпийских игр в Москве.